# Electro-Voice
Electro-Voice (kurz EV) ist ein US-amerikanischer Hersteller von Beschallungsanlagen, Lautsprechern und Mikrofonen. Ab 2006 gehörte Electrovoice zur Robert Bosch GmbH, die das entsprechende Produktgeschäft 2025 an Triton Partners verkaufte, das seitdem unter Keenfinity Group firmiert. Die Produktpalette richtet sich neben anderen Anwendungen hauptsächlich auf die Beschallung von größeren und kleineren Konzerthäusern und Kirchenräumen sowie Broadcasts.

## Geschichte und Technische Entwicklung

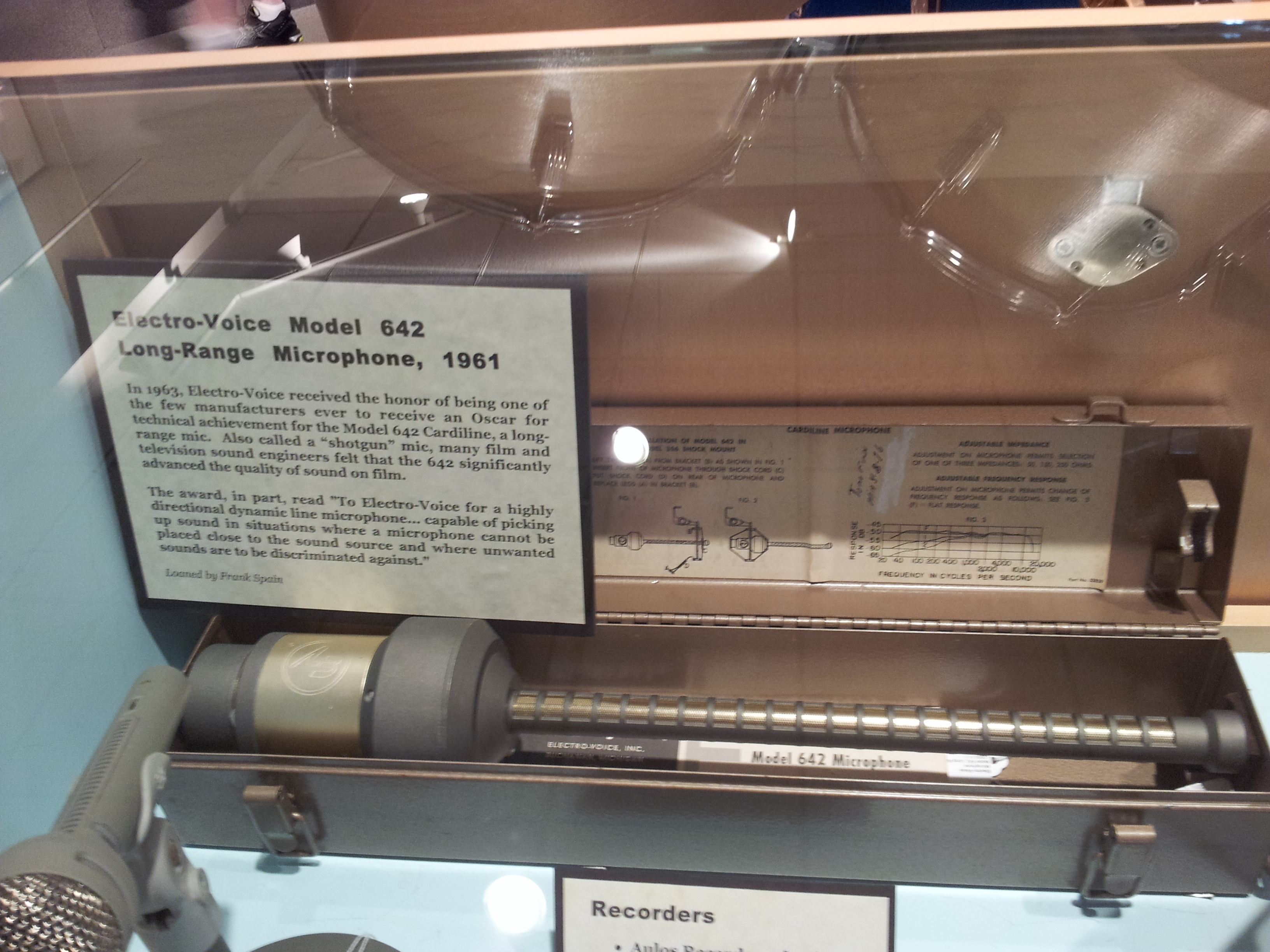
Electro-Voice Model 642 Long-Range Microphone (1961), eines der ersten Shotgun-Mikrofone.

Am 1. September 1927 gründeten Lou Burroughs und Al Kahn ein kleines Radiogeschäft in South Bend (Indiana). Als eine Auswirkung der Großen Depression wurden die beiden insolvent und hatten 5000 US-Dollar Schulden. Sie entschieden, ihr Geschäft auf Audioprodukte zu verlagern. Electro-Voices erstes Produkt war ein Public-address-System, welches an den Fußballtrainer Knute Rockne ausgeliefert wurde. Er coachte das Team von einem Turm aus und nannte das Beschallungssystem electric voice. Daraufhin nannte sich die Firma ab dem 1. Juni 1930 Electro-Voice.
Burroughs und Kahn erkannten bei den damals üblichen Mikrofonen die schlechte Qualität bei hohen Preisen. Sie begannen selbst Mikrofone zu produzieren und stellten zunächst eines pro Woche her. Burroughs verließ die Firma und übereignete sie komplett Kahn. 1933 waren die Schulden aus dem ersten Geschäft abbezahlt und Electro-Voice stellte Mitarbeiter in der Produktion ein. 1936 arbeiteten 20 Personen in der Firma und Lou Burroughs kehrte als Chefingenieur zurück.
Das Prinzip des heute als Tonabnehmer bei E-Gitarren und E-Bässen üblichen Humbuckers ist in der Tontechnik als Brummkompensationsspule (engl. humbucking coil) bekannt. Die humbucking coil wurde 1934 von Electro-Voice erfunden.
Electro-Voice setzte sie in dynamischen Mikrofonen ein.
Die Weiterentwicklung der Firma ging auch immer mit technischen Innovationen einher. 1957 führte Electro-Voice das Stereo Magnetic Phono Cartridge ein. 1963 erhielt die Firma einen Oscar der Academy of Motion Picture Arts and Sciences, den ersten überhaupt für ein Audioprodukt, für die Entwicklung des 642-Cardiline-Shotgun-Mikrofons. Dieses Mikrofon ermöglichte einen deutlichen Qualitätssprung in der Tonqualität von Kinofilmen. 1968 führte die Firma mit dem Electro-Voice RE20 eines der am meisten verbreiteten Rundfunkmikrofone ein.
1974 entwickelte Electro-Voice Constant-Directivity-Hörner, welche eine nahezu lineare Klangwiedergabe des gesamten Frequenzbereiches in allen möglichen Abstandswinkeln ermöglichen. 1986 führte die Firma die Manifold-Technologie für Konzertsäle ein. Manifold erlaubt die Einspeisung verschiedener Lautsprechertreiber in ein Horn. 1997 wurde der Ring-Mode-Decoupling-Ansatz vorgestellt. Mit der Technik wird eine Minimierung akustischer und mechanischer Resonanzen im Lautsprecher selbst erreicht.
Im Februar 1998 wurde Electro-Voice von Telex Communications übernommen. Electro-Voices Hauptsitz befand sich bis zum Zusammenschluss in Buchanan, Michigan. 2000 führte Electro-Voice die ClearScan-Wireless-Technologie bei drahtlosen Audioverbindungen ein, die eine automatische Suche freier UHF-Kanäle beinhaltet.
Im Juni 2006 wurde Electro-Voice zusammen mit allen weiteren Teilen von Telex Communications eine Sparte der Bosch Security Systems Division. Später gehörte die Sparte zu Bosch Building Technologies.
Im Dezember 2024 kündigte Bosch den Verkauf des Produktgeschäfts für Sicherheits- und Kommunikationstechnik des Geschäftsbereichs Buiding Technologies an die Private-Equity-Gesellschaft Triton an. Die Transaktion wurde zum 30. Juni 2025 abgeschlossen; seit dem 1. Juli 2025 firmiert das Produktgeschäft unter Keenfinity Group (Eigenschreibweise KEENFINITY). Neben Electro-Voice gehören die Marken Bosch (Kommunikationssysteme), Dynacord, RTS und Telex zu Keenfinity. Das Unternehmen hat den Sitz in München. Der Bereich hatte im Jahr 2024 mehr als 4.200 Mitarbeitende und erwirtschaftete einen Umsatz von rund 1 Milliarde Euro.

## Marktsituation
Electro-Voice vertreibt seine Produkte heute (Stand 2013) auf allen Kontinenten. Im Bereich der semiprofessionellen und professionellen Beschallungslösungen sind Firmen wie JBL Professional, HK Audio, Peavey u. a. Mitbewerber. Bei der Aufnahmetechnik hat Electro-Voice einen festen Stand auf dem amerikanischen Markt. Mikrofone von Electro-Voice gelten als traditionsreicher Standard bei US-Radiostationen und -TV-Sendern. Auf dem deutschen Markt konkurrieren die Mikrofone mit Sennheiser, AKG und teilweise Neumann.